# Lettere di Segovia
Le Lettere di Segovia o Lettere dai boschi di Segovia, indicano due serie di lettere che Filippo II di Spagna inviò alla sua Reggente nei Paesi Bassi, la sorellastra Margherita di Parma, respingendo le richieste di abolire le leggi dell'Inquisizione che vietano l'eresia protestante nei Paesi Bassi degli Asburgo, il 17 e il 20 ottobre 1565, ed il 31 luglio 1566. La sua intransigenza su questa questione ha contribuito all'insorgere del focolaio della guerra degli ottant'anni. 
Queste lettere, con le quali Filippo II aveva ordinato la piena attuazione delle disposizioni contro gli eretici erano nel dicembre 1565 hanno portato alla creazione del "Compromesso" (o Lega dei Nobili) sotto la guida di Ludovico di Nassau e Enrico di Brederode.

## Contesto storico
Re Filippo II aveva continuato la politica di repressione degli eretici iniziata da suo padre, Carlo V con grande vigore. Tuttavia, questa politica ha incontrato una crescente opposizione nelle Diciassette Province. Nel 1565 il Consiglio di Stato degli Stati Generali ha quindi inviato il suo membro di spicco, Lamorale d'Agamonte, conte di Egmont, alla corte spagnola per perorare personalmente una moderazione di queste politiche. Il conte d'Agamonte non ricevette una risposta immediata.
All'epoca Re Filippo divideva il suo tempo tra diversi luoghi in Spagna (la costruzione dell'El Escorial era stata iniziata solo di recente). Una delle sue case preferiti era La Casa del Bosque de Segovia, un palazzo nel bosco vicino a Segovia. Naturalmente, la sua voluminosa corrispondenza ha utilizzato questo luogo nel periodo quando abitava qui. Ci sono quindi migliaia di "lettere dal bosco di Segovia" ancora esistenti, ma i due gruppi di lettere riguardanti la questione religiosa-politica inviati successivamente alla visita di d'Agamonte in questo luogo, sono state associate con questo specifico periodo nella storiografia olandese e inglese. 

## Sviluppi nel 1565 e il 1566
Le due lettere di ottobre 1565, arrivate a Bruxelles, all'inizio di novembre, sono state in risposta alle lettere di Margherita a partire dal luglio 1565, con le quali ha fatto una serie di richieste riguardanti l'attenuazione dell'Inquisizione e circa il trattamento di alcuni anabattisti che erano stati giudicati colpevoli e condannati, ma per i quali ha chiesto pietà. In tutti i casi ha respinto le sue richieste. C'è un certo tono infastidito in queste lettere, come quando Filippo si riferisce alle lettere precedenti, in cui afferma, aveva già dato ordini sufficientemente chiari.
Le lettere hanno fatto ben poco per calmare l'agitazione nei Paesi Bassi. Nel dicembre del 1565 un gruppo di nobili ha iniziato un movimento politico, il compromesso dei Nobili, in reazione diretta alle lettere. Inoltre, il 24 gennaio 1566, uno dei principali membri del Consiglio di Stato, il principe d'Orange, ha espresso il suo disaccordo con le politiche sulle questioni religiose di Re Filippo e ha minacciato di dimettersi. Gli argomenti sono venuti all'ordine del giorno quando 400 membri del "compromesso" hanno presentato una petizione alla Reggente Margherita il 5 aprile 1566, ancora una volta per chiedere l'attenuazione delle ordinanze contro l'eresia.
Margherita ha poi inviato due membri del Consiglio di stato, il marchese di Bergen e il barone de Montigny, fratello del Conte di Hoorn, in Spagna con la petizione per chiedere una risposta positiva. Tuttavia, dopo aver ascoltato questi signori, Filippo ha specificato in una seconda serie di lettere dal bosco di Segovia, datate 31 luglio 1566, che egli non vedeva alcun motivo per recedere. Proibì esplicitamente la convocazione degli Stati Generali dei Paesi Bassi come Margherita aveva consigliato.

## Conseguenze
In attesa della risposta di Filippo alla petizione, il governo di Bruxelles aveva già sospeso l'applicazione delle ordinanze. Questo aveva incoraggiato i calvinisti nel paese (molti dei quali tornati dall'esilio a causa del clima politico più tollerante) e hanno cominciato a organizzare riunioni religiose all'aperto che hanno attirato grandi folle. Anche se inizialmente pacifiche, queste hanno portarono a disordini sociali quando è arrivata la risposta di Re Filippo. In agosto e settembre, un'ondata di attacchi dissoluti su chiese, distruggendo l'arte religiosa e altari, la cosiddetto furia iconoclasta (o in olandese: Beeldenstorm) su gran parte del paese e i calvinisti presero il potere in alcune città, come Valenciennes. Queste insurrezioni hanno motivato Filippo a inviare diversi tercios sotto il comando del capitano generale Fernando Álvarez de Toledo duca d'Alba nel 1567. Le sue efferate misure repressive hanno incendiato la sommossa olandese.